# Barbacoas (Costa Rica)
Barbacoas è un distretto della Costa Rica facente parte del cantone di Puriscal, nella provincia di San José.